# Laimjala
Laimjala (in tedesco Laimjall) era un comune rurale dell'Estonia occidentale, nella contea di Saaremaa. Il centro amministrativo era l'omonima località (in estone küla).
È stato soppresso nel 2017 in seguito alla fusione di tutti i comuni dell'isola nel nuovo comune di Saaremaa.

## Località
Il comune comprende oltre al borgo omonimo, 24 località:
- Aaviku
- Asva
- Audla
- Jõe
- Kahtla
- Käo
- Kapra
- Kingli
- Kõiguste
- Laheküla
- Laimjala
- Mägi-Kurdla
- Mustla
- Nõmme
- Pahavalla
- Paju-Kurdla
- Randvere
- Rannaküla
- Ridala
- Ruhve
- Saareküla
- Saaremetsa
- Üüvere
- Viltina